# Psammascidia tessieri
Psammascidia tessieri är en sjöpungsart som beskrevs av Monniot 1962 . Psammascidia tessieri ingår i släktet Psammascidia och familjen Ascidiidae. Inga underarter finns listade i Catalogue of Life.